# ناحیه بلاپاتفالوا
ناحیهٔ بلاپاتفالوا (به مجاری: Bélapátfalvai járás) یک ناحیه در مجارستان است که در شهرستان هوش واقع شده‌است. ناحیهٔ بلاپاتفالوا ۱۸۰٫۸۹ کیلومتر مربع مساحت و ۸٬۹۷۸ نفر جمعیت دارد.